# Малюк Григорій Вікторович
Григорій Вікторович Малюк (24 листопада (за паспортом — 23 вересня) 1948, с. Качанівка Хмільницького району Вінницької області, СРСР — 22 серпня 2008, Харків, Україна) — генеральний директор «Заводу ім. В. Малишева» (Харків), водночас — в. о. заступника міністра машинобудування, військово-промислового комплексу та конверсії України (1997-2001 рр.).

## Життєпис
У 1972 р. закінчив двигунобудівний факультет Харківського авіаційного інституту за фахом «Ядерні та плазмові силові установки», у 1972-1973 рр. працював у ньому старшим інженером.
У 1973—1977 рр. — інструктор, зав. відділом Харківського міськкому комсомолу.
У 1977—1992 рр. — начальник бюро, начальник цеху, начальник виробництва, головний інженер заводу «Електроприлад» (Харків). Брав участь у розробленні та виробництві автоматичних систем керування ракетно-космічними комплексами, а також міжконтинентальними балістичними ракетами Р-36М (ракета «Сатана», ракета-носій «Дніпро»), УР-100Н (ракета «Стилет»). Також брав участь у розробці систем керування ракет-носіїв «Циклон» та «Енергія», важких космічних апаратів (модулів «Квант», «Кристал», «Природа», «Спектр» для станції «Мир») та системи автоматичного стикування для орбітальних об'єктів.
У 1992—1997 рр. — заступник голови Харківської обласної державної адміністрації.
У 1997—2001 рр. — генеральний директор «Заводу ім. В. Малишева» (Харків), водночас — в. о. заступника міністра машинобудування, військово-промислового комплексу та конверсії України. Під керівництвом Малюка завод відновив виробництво після тривалого періоду економічної кризи, забезпечив виконання контракту з поставки українських танків до Пакистану.
У 2001—2008 рр. — генеральний директор ТОВ «Українська технологічна компанія „Скіф“» (Харків). У той же період — голова Харківської обласної організації роботодавців «Граніт».
Нагороджений орденом «За заслуги» 3-го ступіня (1998).

## Увічнення пам'яті

Меморіальна дошка на будинку де він жив

Меморіальні дошки Григорію Малюку встановлені на будинку № 82 по вулиці Сумській у Харкові, у я кому він жив, а також на території «Заводу ім. В. Малишева».